# 特羅納多峰
特羅納多峰（Cerro Tronador）是安第斯山脈層狀死火山，位於阿根廷和智利接壤邊境，高度3,491米，是附近地區的登山熱點。特羅納多峰位於降雨量和降雪量高的地區，在山上形成8個冰川，近年這些冰川由於對流層變暖和降雨量下降而不斷萎縮。

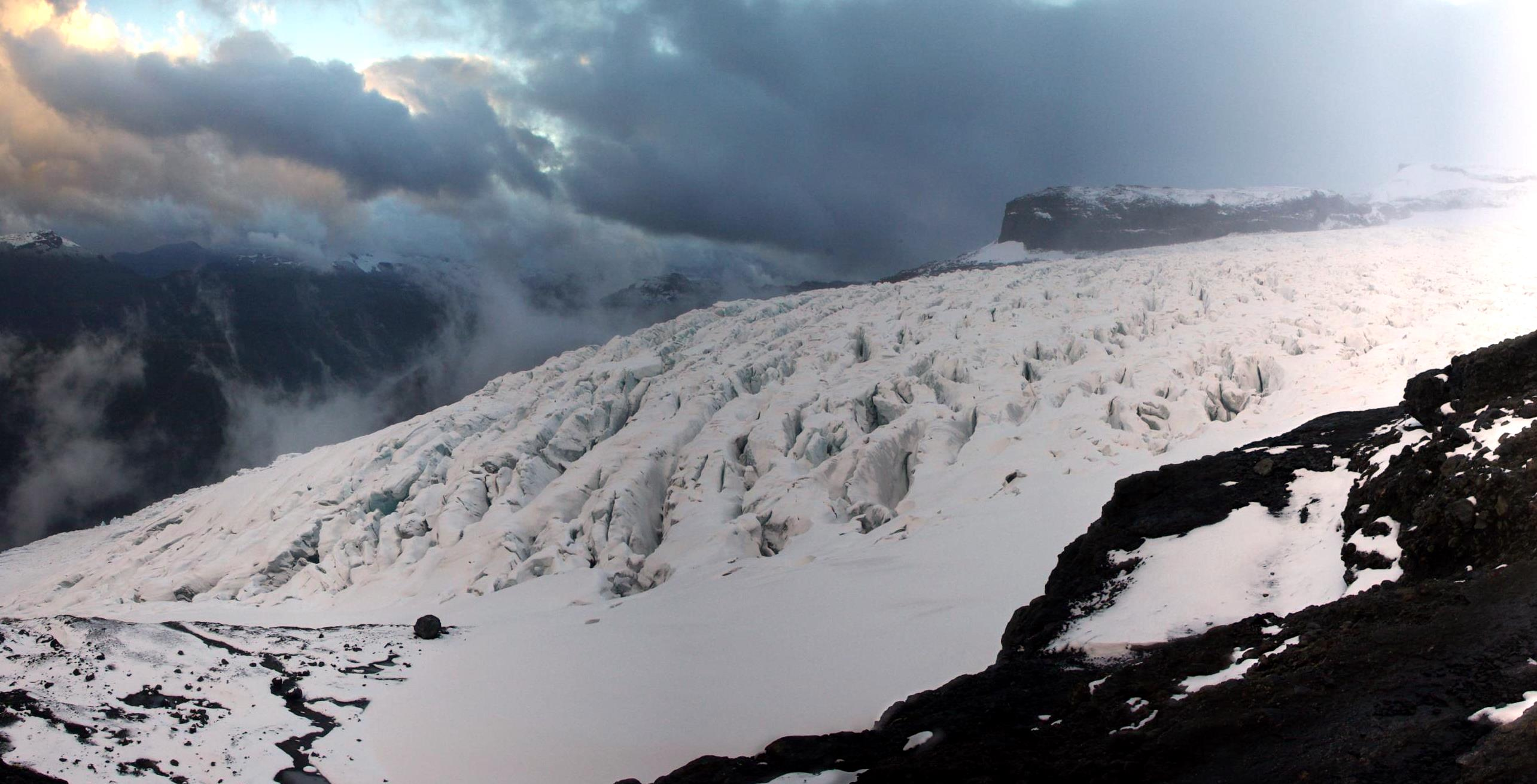
特羅納多峰的冰川

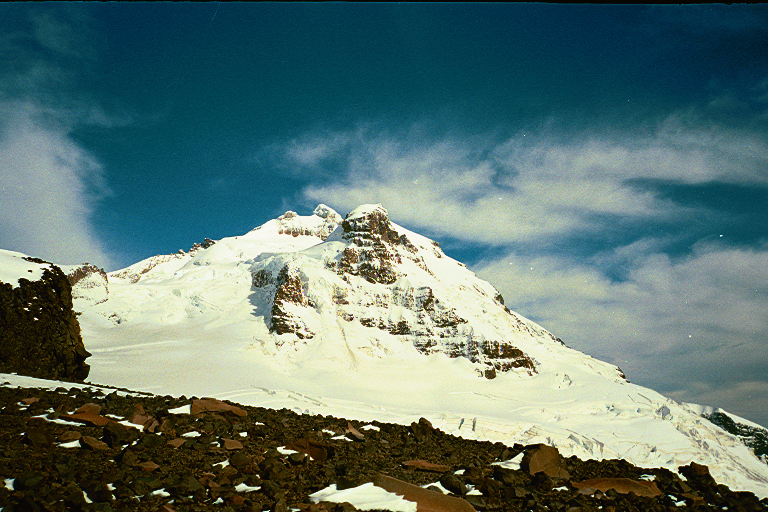
主峰